# Gföllbach
Der Gföllbach ist ein acht Kilometer langer Fluss in den Orten Lachtal und Gföllgraben. Er entsteht aus dem Lachtalbach, durchfließt den Gföllgraben und vereinigt sich bei Tratten mit dem Zeiringbach zum Blahbach.
Seit dem 1. Januar 1990 befindet sich eine Pegelmessstelle mit einem Schreibpegel und einem Datensammler im Gföllbach. Der höchste Wasserstand wurde am 19. Juni 1994 mit 79,91 Zentimetern und der tiefste mit 0,023 Zentimetern am 2. November 1992 gemessen. Der mittlere Durchfluss liegt bei 0,36 Kubikmeter in der Sekunde, der höchste wurde am 19. Juni 1994 mit 7,2 Kubikmetern und der niedrigste mit null Kubikmetern am 19. Januar 1999 gemessen.